# Fraxineto
Fraxineto, Fraxinet ou Fraxinetum (em italiano: Frassineto; do latim fraxinus ["freixo"] ou fraxinetum ["floresta de freixos"]; em árabe: فرخشنيط; romaniz.: Farakhshanīt', فرخسة; Farakhsha ou Djabal al-Kilal) foi uma fortaleza de piratas sarracenos existente nos século X localizada no que é atualmente o sudeste de França, perto da costa mediterrânica.
A tradição situa Fraxinet na atual localidade La Garde-Freinet, mas segundo o historiador Philippe Sénac, situar-se-ia perto nas imediações de Saint-Tropez (esta situa-se cerca de 20 km por estrada a sudeste de La Garde-Freinet, junto à costa). Ainda segundo aquele historiador, mais do que uma fortaleza e aldeia, o assentamento sarraceno era uma localidade com alguma importância. O nome atual do Massif des Maures (serra dos Mouros) deve o seu nome aos sarracenos de Fraxineto.

## História
Segundo a historiografia lendária muçulmana, cerca de 889 um navio que transportava vinte aventureiros do Alandalus (Hispânia muçulmana) lançou a âncora no golfo de Saint-Tropez. Confiando na solidez do seu estabelecimento, chamaram reforços da Península Ibérica. Com o tempo, aquilo que ao princípio não era mais do que um assentamento de piratas, tornou-se um verdadeiro entreposto colonial graças à chegada de novos colonos, pois a valorização das terras era fácil. O território da colónia estendia-se por cerca de 60 km, ocupando todo o Massif des Maures. Em breve o lugar foi reconhecido como uma colónia dependente do Emirado de Córdova.
A partir de Fraxineto, os sarracenos lançavam raides em toda a região, até ao Piemonte (atualmente em Itália). Só em 942 foi empreeendida a primeira ofensiva séria contra a colónia sarracena. Fraxineto esteve para ser invadida, mas o rei Hugo pôs termo à ofensiva. Receando que o rei de Itália Berengário II se apoderasse do seu trono, Hugo firmou um tratado com os sarracenos, que estabelecia que estes se deviam estabelecer nos Alpes para impedir uma invasão inimiga. Possivelmente foi após este tratado que uma parte da comunidade sarracena se estabeleceu no vale do Arc, na região da Maurienne.
Em 956, João de Gorze foi enviado como embaixador do Sacro Imperador Romano-Germânico Otão II junto ao califa de Córdova Abderramão III durante dois anos , para pedir o fim dos ataques feitos pelos sarracenos a partir de Fraxineto. O mais célebres dos seus feitos foi, em 972, o rapto do abade Maiolo de Cluny, legado papal e íntimo da imperatriz Adelaide. Este incidente provocou a primeira expedição punitiva contra Djabal al-Kilal após ter sido pago o resgate.[carece de fontes?]
Os sarracenos seriam finalmente expulsos após terem sido derrotados em 973 na batalha de Tourtour por Guilherme I da Provença com a ajuda de senhores locais.
Ao contrário doutros assentamentos de carácter mais esporádico, Fraxineto durou mais de um século e, mais do que um simples refúgio de salteadores, foi uma instalação estratégica para os muçulmanos, que aparentemente pretendiam estabelecer relações com as cidades mercantis italianas e o resto da cristandade meridional. Também se admite a hipótese de que Fraxineto tivesse sido palco de uma espécie de simbiose comunitária, a qual poderá ter contribuído para a sua longevidade.

### Leitura complementar
- «Note sur le Fraxinet des Maures», Annales du Sud-Est varois (em francês), XV: 19-23, 1990
- Arkoun, Mohammed (2006), Histoire de l'Islam et des musulmans en France du Moyen-Age à nos jours (em francês), Albin Michel
- Claramunt, Salvador; Portela, E.; González, M.; Mitre, E. (1992), Historia de la Edad Media (em espanhol), Barcelona: Editorial Ariel
- Lévi-Provençal, Evariste,  Menéndez Pidal, Ramón, ed., «España Musulmana», Madrid: Espasa Calpe, Historia de España (em espanhol), IV
- Pirenne, Henry (1972), Las ciudades de la Edad Media, ISBN 84-206-1401-7 (em espanhol), Madrid: Alianza Editorial
- Sénac, Philippe (1983), «Islam et chrétiens du Midi (XIIe-XIVe siècle)», Toulouse: Privat, Les Cahiers de Fanjeaux (em francês) (18)